# Dunton Green
Dunton Green är en ort och civil parish i grevskapet Kent i sydöstra England. Orten ligger i distriktet Sevenoaks vid floden Darent, cirka 3 kilometer norr om Sevenoaks. Tätorten (built-up area) hade 3 239 invånare vid folkräkningen år 2021.